# 弯花马蓝
弯花马蓝（学名：Pteracanthus cyphanthus），为爵床科马蓝属下的一个植物种。